# Racchette da neve

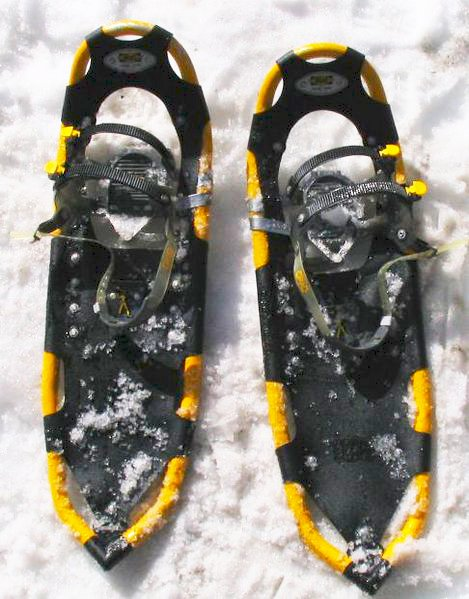
Ciaspole moderne

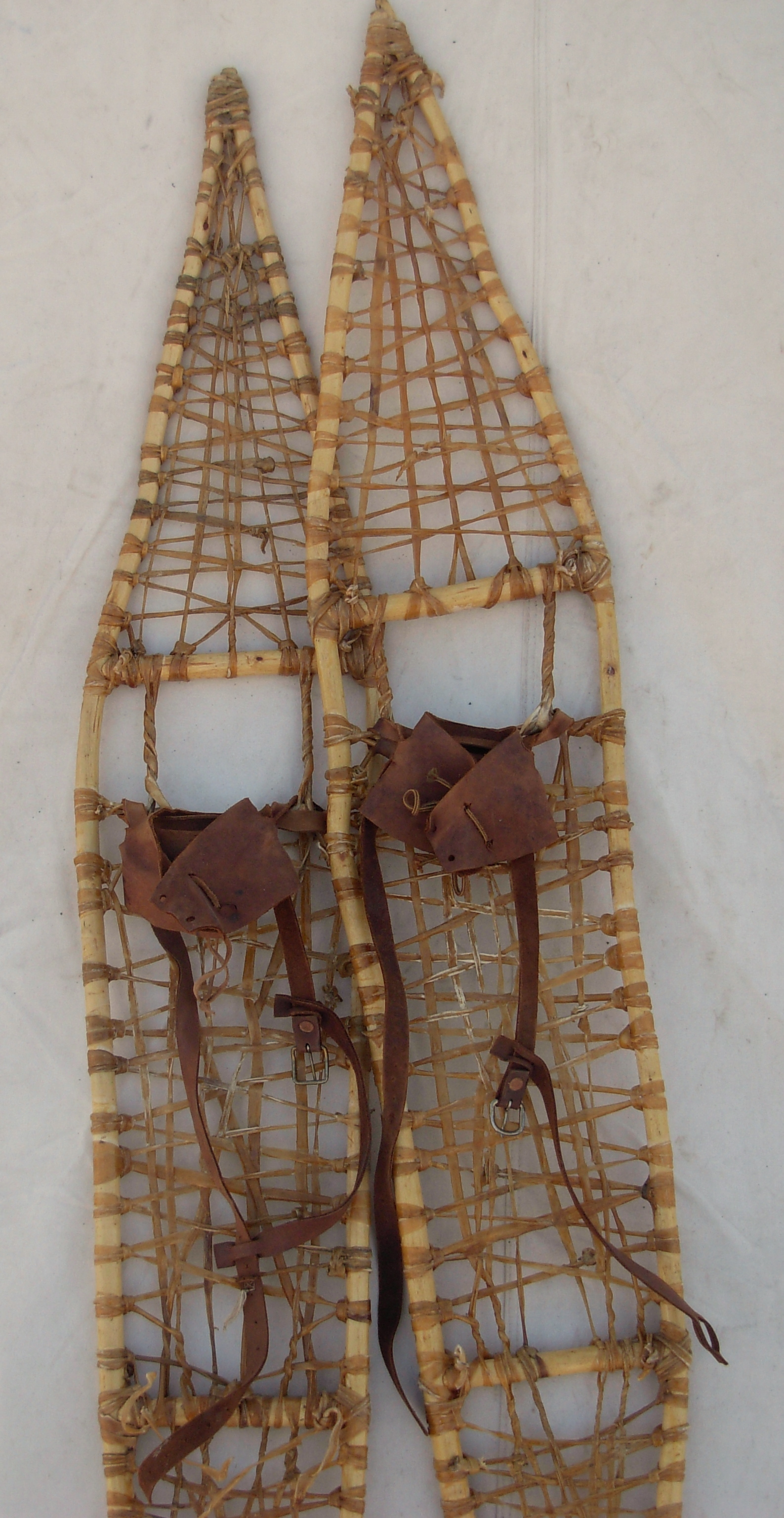
Ciaspole tradizionali

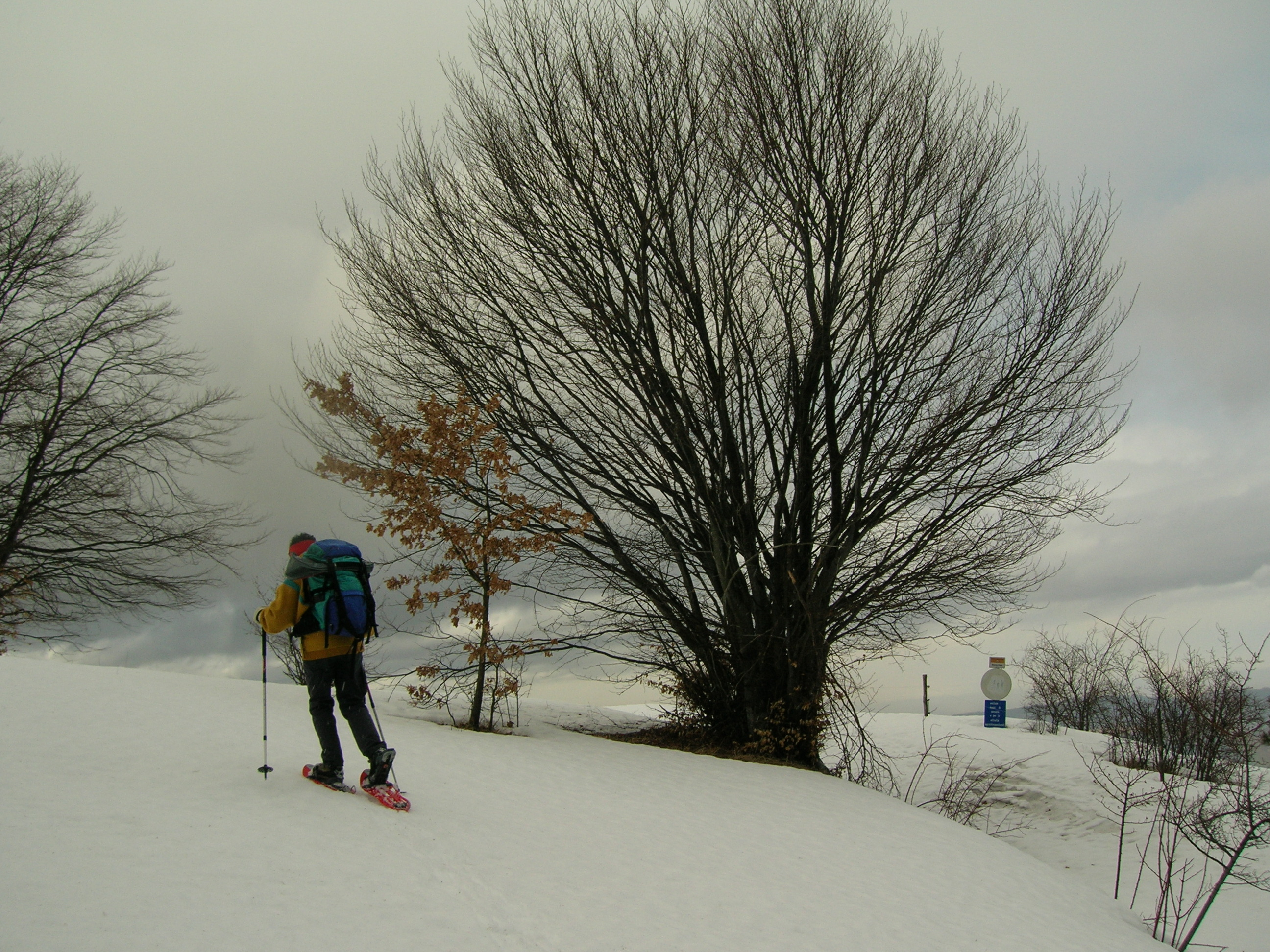
Uso delle ciaspole

Le racchette da neve (o caspe, ciaspe, ciaspole oppure anche ciastre) sono uno strumento che consente di spostarsi agevolmente a piedi sulla neve fresca poiché aumenta la superficie calpestata e quindi anche il "galleggiamento", tipicamente usate in attività di escursionismo su ambiente innevato. Inizialmente erano fatte di corda intrecciata e legno, oggi sono per lo più di plastica o di materiale simile. Il nome "ciaspole" è un termine del ladino noneso (val di Non), è entrato nel linguaggio comune dopo il successo de "La Ciaspolada". La prima edizione ha avuto luogo a Tret, frazione di Fondo (val di Non), con partenza e arrivo in località Plazze.

## Descrizione
Si indossano direttamente e con facilità sulle scarpe e permettono di muoversi sul manto nevoso senza sprofondare eccessivamente e senza scivolare. Si differenziano in sinistra e destra dalla fibbia di chiusura che deve sempre trovarsi all'esterno. Il piede va inserito in modo tale che la punta e il tacco dello scarpone siano rispettivamente sopra il puntale e il centro della racchetta, quindi va fissato stringendo le cinghie (anteriore e posteriore). 
Esistono anche racchette da neve con attacchi automatici molto simili a quelli dei ramponi, composti da due ferretti (uno anteriore e uno posteriore), che si incastrano in apposite scanalature presenti sugli scarponi. Questo sistema rende l'attacco molto più facile, ma richiede racchette da neve e scarponi dedicati all'uso.
Le racchette da neve sono molto utilizzate per le escursioni invernali sulla neve, per facilitare la camminata si utilizzano bastoncini, simili a quelli utilizzati nello sci, che aiutano nella spinta.

### Tipi di racchette da neve
Esistono vari tipi di racchetta, differenziate per grandezza, materiali e costo. Vanno scelte in base alle attività e al percorso che ci si appresta ad affrontare, alla frequenza di utilizzo e alle dimensioni corporee rispetto a quelle dell'attrezzo. In pianura con neve profonda si useranno racchette lunghe, su di un terreno ripido (dove la neve è per forza meno profonda) racchette corte e più maneggevoli. In entrambi i casi è molto importante che le racchette da neve siano dotate nella parte inferiore di ramponcini metallici, che permettono una presa migliore sulla neve, un maggior controllo della camminata e una frenata più controllata in discesa.
Fagiolimolto economiche, ma ormai sorpassate, sono dotate di struttura esterna in legno o alluminio e di superficie d'appoggio in cordini intrecciati. Il piede viene fissato con fettucce e/o cordini.
Canadesile più grandi (sfiorano il metro) e spesso dotate di coda, ideali per nevi profonde; presentano vari sistemi di fissaggio.
Modernedi forma intermedia tra le due precedenti, realizzate in plastica o alluminio, sono quelle che ormai vengono utilizzate più diffusamente e che si trovano presso i rivenditori di articoli sportivi ben forniti. Hanno attacchi molto tecnici, con parti fisse e altre mobili, risultando adatte per diversi tipi di terreni innevati e con diversa pendenza. Nella parte inferiore e sulla punta hanno dei chiodi e/o delle lame, diversi a seconda dei modelli e talvolta intercambiabili, che permettono di procedere su neve ghiacciata, ma in nessun caso possono sostituire i ramponi veri e propri.
Pertanto le ciaspole, a differenza dei ramponi, non sono considerate attrezzatura alpinistica, essendo dispositivi che si limitano ad agevolare la progressione ma non sono indispensabili a essa.

## Attività agonistica
Vi sono molte manifestazioni, agonistiche e no, di corsa con le racchette da neve, generalmente dette ciaspolate. Una tra le più note e più importanti a livello internazionale è La Ciaspolada, che si svolge a Fondo, in Provincia di Trento, ogni giorno dell'Epifania dal 1973.